# Сител
Сител (мкд. Сител-телевизија) приватна је македонска телевизија, која је почела с емитовањем 22. јануара 1993, из Скопља. Канал се састоји од информативног, културног, уметничког, филмског, серијског, емисијског, спортског, квиског програма и другог. Године 2008. покренут је и Сител 3.